# Oughterside
Oughterside – wieś w Anglii, w Kumbrii, w dystrykcie (unitary authority) Cumberland. Leży 32 km na południowy zachód od miasta Carlisle i 421 km na północny zachód od Londynu.